# Estado de Sennar
Sennar es uno de los 18 estados de Sudán. Está situado en la zona oriental del país y tiene frontera con Etiopía. Tiene un área de 37.844 km² y una población estimada de 1.374.405 (2010). Sennar es la capital del estado.